# Edgar Schober
Edgar Schober (* 31. Oktober 1926 in Kleineibenstein, einem Ortsteil von Gmünd in Niederösterreich; † 12. April 2016 in Purgstall an der Erlauf) war ein österreichischer Politiker (ÖVP) und Landwirtschaftslehrer. Er war von 1974 bis 1991 Abgeordneter zum Landtag von Niederösterreich sowie ab 1988 Dritter Landtagspräsident.

## Leben
Schobers Familie übersiedelte 1927 nach Schwadorf. Er besuchte die Volksschule und das Gymnasium und wechselte danach an das  Francisco Josephinum, wobei sein Schulbesuch durch den Militärdienst während des Zweiten Weltkriegs und die anschließende Kriegsgefangenschaft unterbrochen wurde. Schober holte 1948 die Matura nach und trat in den landwirtschaftlichen Schuldienst. Er wurde 1964 Schulinspektor für landwirtschaftliche Berufs- und Fachschulen und arbeitete bis 1974 in diesem Beruf. Ab 1955 engagierte er sich als Gemeinderat in Sölling. Er wurde Vizebürgermeister, wobei er nach der Eingemeindung in der neuen Gemeinde Purgstall an der Erlauf weiterwirkte. Schober übernahm zwischen 1976 und 1985 das Amt des Bürgermeisters von Purgstall, des Weiteren hatte er innerparteilich die Funktion des ÖVP-Hauptbezirksparteiobmanns inne. Er wurde in Purgstall an der Erlauf bestattet.
Schober vertrat die ÖVP zwischen dem 11. Juli 1974 und dem 11. Juli 1991 im Landtag und übte vom 25. Februar 1988 bis zu seinem Ausscheiden das Amt des 3. Landtagspräsidenten aus. Im Juli 1991 folgte ihm Hubert Auer als Dritter Landtagspräsident nach.

## Auszeichnungen
- Großes Ehrenzeichen für Verdienste um die Republik Österreich (1986)
- Silbernes Komturkreuz mit dem Stern des Ehrenzeichens für Verdienste um das Bundesland Niederösterreich (1991)